# Fran Miholjević
Fran Miholjević (Fiume, 2 agosto 2002) è un ciclista su strada croato che corre per il team Bahrain Victorious. Medaglia d'argento Under-23 a cronometro agli Europei 2022, è professionista dal 2023.

## Biografia
È il figlio del dirigente sportivo ed ex ciclista Vladimir Miholjević.

## Palmarès
- 2019 (Juniores)

Campionati croati, Prova a cronometro Junior
1ª tappa, 2ª semitappa Olympic Hopes-Belgrade Trophy Milan Panić
Classifica generale Olympic Hopes-Belgrade Trophy Milan Panić
- 2020 (Juniores)

Campionati croati, Prova a cronometro Junior
Campionati croati, Prova in linea Junior
- 2021 (Cycling Team Friuli, tre vittorie)

Trofej Učka
Campionati croati, Prova a cronometro Under-23
Prologo Carpathian Couriers Race (Połaniec > Połaniec)
- 2022 (Cycling Team Friuli, cinque vittorie)

GP Vipava Valley & Crossborder Goriška
3ª tappa Giro di Sicilia (Realmonte > Piazza Armerina)
1ª tappa Carpathian Couriers Race (Stará Ľubovňa > Stará Ľubovňa)
Classifica generale Carpathian Couriers Race
Campionati croati, Prova a cronometro
- 2023 (Bahrain Victorious, una vittoria)

Campionati croati, Prova a cronometro

### Altri successi
- 2019 (Juniores)

Classifica giovani Olympic Hopes-Belgrade Trophy Milan Panić
- 2021 (Cycling Team Friuli)

Classifica giovani Carpathian Couriers Race
- 2022 (Cycling Team Friuli)

Classifica a punti Carpathian Couriers Race
Classifica giovani Carpathian Couriers Race
1ª tappa Giro della Regione Friuli Venezia Giulia (Lavariano, cronosquadre)
- 2023 (Bahrain Victorious)

Al Salam Championship

## Piazzamenti

### Grandi Giri
- Giro d'Italia

2025: 113º
- Vuelta a España

2024: 87º

### Classiche monumento
- Milano-Sanremo

2024: 121º
- Giro delle Fiandre

2024: ritirato
- Parigi-Roubaix

2023: 134°
2024: 102º
- Liegi-Bastogne-Liegi

2023: ritirato

### Competizioni mondiali
- Campionati del mondo

Yorkshire 2019 - Cronometro Junior: 24º
Yorkshire 2019 - In linea Junior: 51º
Fiandre 2021 - Cronometro Under-23: 12º
Fiandre 2021 - In linea Under-23: 71º
Wollongong 2022 - Cronometro Under-23: 11º
Wollongong 2022 - In linea Under-23: 53º
Zurigo 2024 - In linea Under-23: ritirato
- Campionati del mondo gravel

Veneto 2023 - Elite: 29º

### Competizioni continentali
- Campionati europei

Aklmaar 2019 - Cronometro Junior: 38º
Aklmaar 2019 - In linea Junior: 25º
Plouay 2020 - Cronometro Junior: 4º
Plouay 2020 - In linea Junior: 11º
Trento 2021 - Cronometro Under-23: 11º
Trento 2021 - In linea Under-23: 43º
Anadia 2022 - Cronometro Under-23: 2º
Anadia 2022 - In linea Under-23: 40º
Drenthe 2023 - In linea Under-23: 48º